# Muerte de Wolfgang Amadeus Mozart

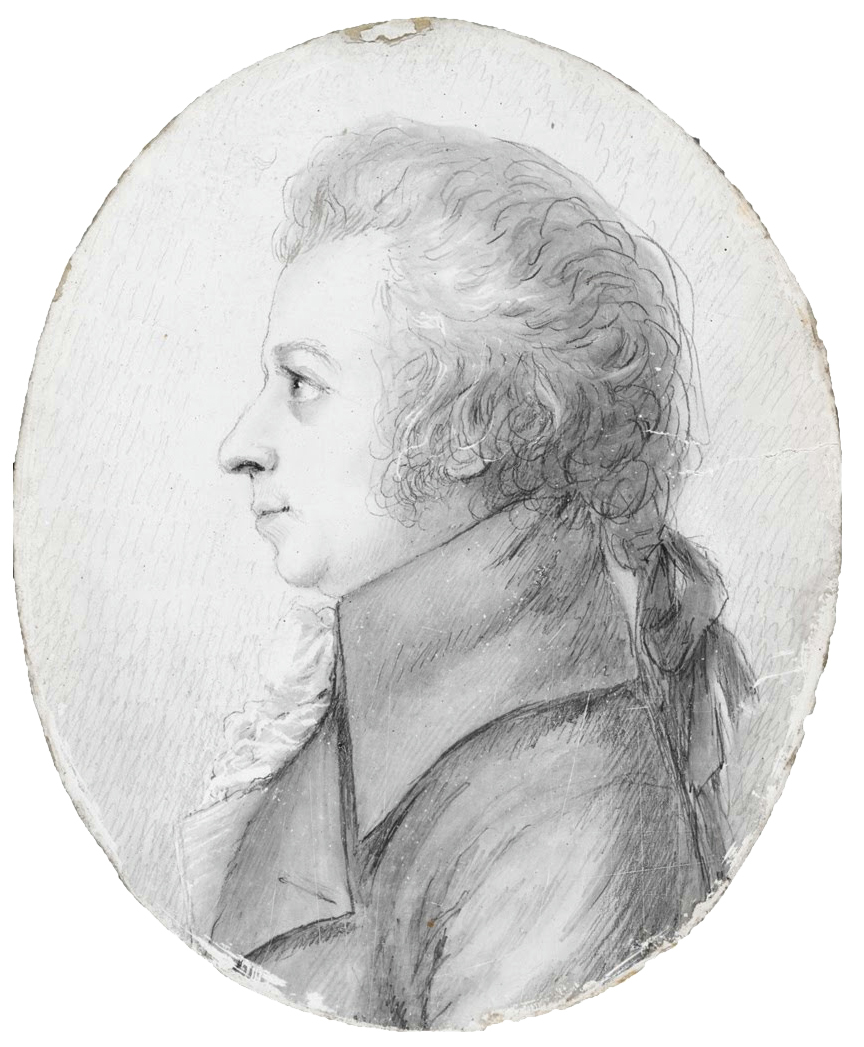
Retrato de Wolfgang Amadeus Mozart realizado por Dora Stock en 1789, 2 años antes de su muerte.

Wolfgang Amadeus Mozart falleció el 5 de diciembre de 1791 a las 00:55 con 35 años de edad después de una breve pero severa enfermedad. Las circunstancias acerca del deceso se conocen a grandes rasgos, pero es posible que los detalles completos nunca puedan ser aclarados a causa de pruebas contradictorias y faltantes. No está claro cuál fue la enfermedad que causó la muerte del compositor y qué ocurrió antes de su fallecimiento.

## Enfermedad y últimos días
Mozart tuvo problemas de salud a lo largo de su vida, sufriendo por épocas la viruela, amigdalitis, bronquitis, neumonía, fiebre tifoidea, reumatismo y periodontitis. Su enfermedad final comenzó durante una visita a Praga (partiendo de Viena el 25 de agosto de 1791) para supervisar la representación de su nueva ópera La clemenza di Tito. La visita fue francamente exitosa en términos profesionales, pero Mozart comenzó a sentirse seriamente enfermo. Uno de sus primeros biógrafos, Franz Niemetschek, escribió: «Estaba pálido y tenía una expresión de tristeza, aunque a menudo mostraba su buen humor con bromas a sus amigos».
Después de su regreso a Viena (a mediados de septiembre de 1791), el estado de salud de Mozart empeoró gradualmente. Por un tiempo, todavía pudo trabajar. En particular, terminó su Concierto para clarinete, trabajó para completar su Requiem, un encargo anónimo del Conde Walsegg, que quería hacerlo pasar como una composición propia, recibido por un mensajero misterioso cuyo nombre era al parecer Franz Anton Leitgeb, y dirigió el estreno de la representación de La flauta mágica el 30 de septiembre. Pero estaba cada vez más alarmado y abatido por su estado de salud, probablemente incluso desilusionado. En la primera biografía de Niemetschek se relata una anécdota famosa de su mujer Constanze:

En su regreso a Viena, se incrementó visiblemente su indisposición y lo hizo estar terriblemente deprimido. Su esposa estaba realmente apenada por ello. Un día iba paseando por el Prater con él, para darle una pequeña distracción y entretenimiento y, estando sentados, Mozart comenzó a hablar de la muerte y afirmó que estaba escribiendo el Requiem para sí mismo. Las lágrimas comenzaron a caer por los ojos del sensible hombre: «Siento definitivamente», continuó, «que no estaré mucho más tiempo; estoy seguro de que he sido envenenado. No puedo librarme de esta idea».

Constanze consultó con el médico de Mozart, el doctor Thomas Franz Closset, quien le aconsejó que le retirara el Requiem a su marido por una temporada. Así lo hizo Constanze y lo animó a que terminara una Pequeña cantata masónica, K. 623, compuesta para celebrar la inauguración de un nuevo templo masónico de la logia de Mozart. Esta estrategia funcionó realmente durante un tiempo: terminó la cantata y fue estrenada el 18 de noviembre con gran éxito y se sentía "eufórico" (según Solomon). Le dijo a Constanze: «Sí, ya veo que estaba enfermo cuando tuve la idea absurda de haber sido envenenado, devuélveme el Requiem y lo terminaré».
Sin embargo, los peores síntomas de Mozart volvieron pronto, junto con el fuerte sentimiento de que seguía siendo envenenado. Cayó postrado en cama el 20 de noviembre, sufriendo hinchazón, dolores y vómitos.

## Fallecimiento

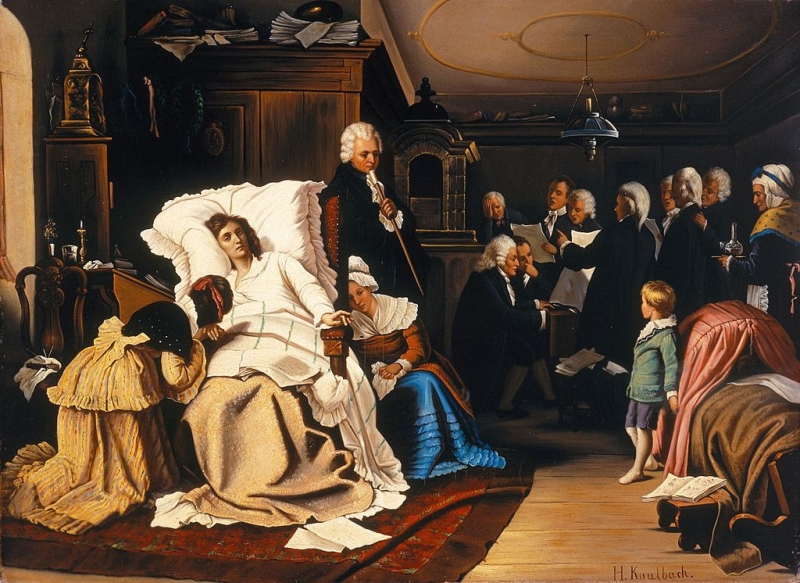
Mozarts letzte Tage ("Últimos días de Mozart") de Hermann von Kaulbach (1873).

Los síntomas de la enfermedad final de Mozart fueron descritos por uno de sus primeros biógrafos, Georg Nikolaus von Nissen (el segundo marido de Constanze), quien tomó muchos de los detalles de las explicaciones dadas por la hermana de Constanze, Sophie Weber. Nissen escribió: «[la enfermedad] comenzó con la hinchazón de las manos y los pies, que estaban casi inmovilizados por completo, seguido de vómitos repentinos. ...Hasta dos horas antes de morir estuvo plenamente consciente». Su cuerpo se hinchó tanto que no podía levantarse de la cama o incluso moverse por sí mismo.
Mozart fue cuidado por los miembros de la familia de su esposa, con quienes tenía una estrecha relación, y por el doctor Thomas Franz Closset. Su suegra, Cëcilia Weber, y su cuñada, Sophie, le hicieron una chaqueta de noche «que se podía poner por encima, ya que, debido a su estado de hinchazón, no podía girarse en la cama».
El domingo 4 de diciembre de 1791, aproximadamente a las diez y media de la noche, llegó el doctor Closset de la ópera y ordenó que se pusiesen compresas frías sobre la frente para bajarle la fiebre, a pesar de que Sophie se mostró reacia a hacerlo, puesto que pensaba que no sería bueno para el enfermo el cambio tan brusco de temperatura. Esto hizo tanto efecto en él que perdió el conocimiento, que no volvió a recuperar. Según Sophie, los últimos suspiros de Mozart fueron «como si hubiera querido, con la boca, imitar los timbales de su Requiem».
A la una menos cinco minutos de la madrugada del 5 de diciembre, Mozart falleció en Viena en su departamento de la Rauhensteigasse, siendo amortajado según el ritual masónico (manto negro con capucha).

## Funeral y entierro

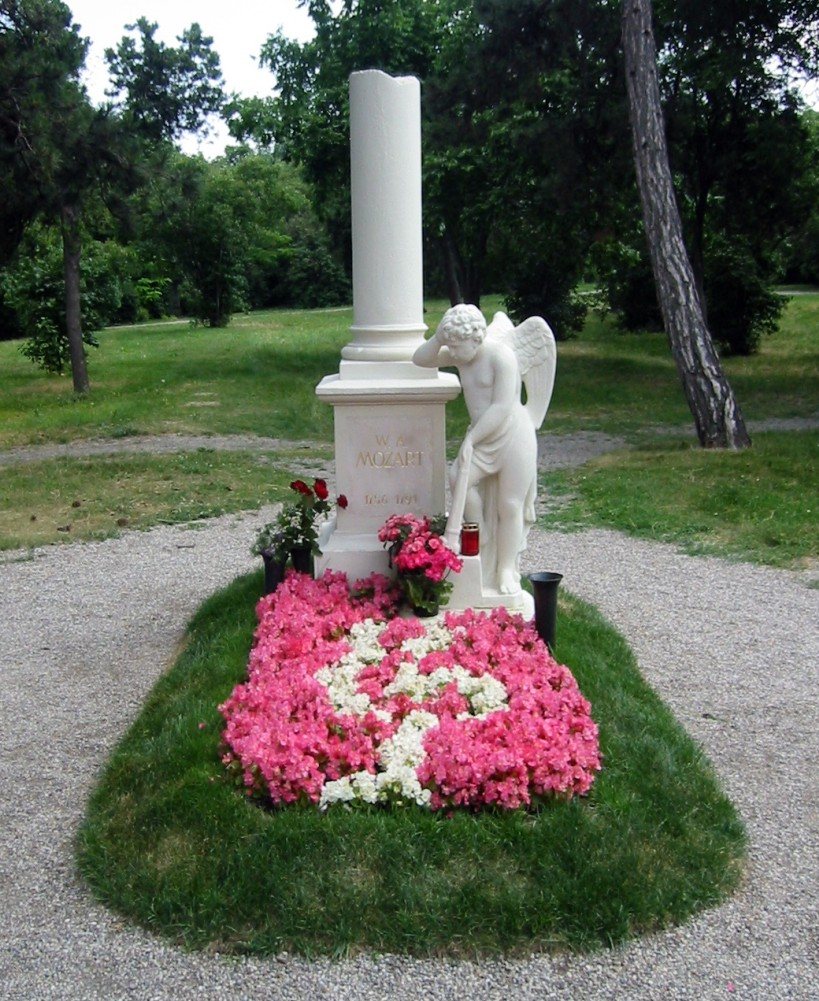
Monumento a Mozart situado en el lugar aproximado en el que fue enterrado en el cementerio de St. Marx (Viena).

Alrededor las dos y media de la tarde de ese mismo día, recogieron el cadáver del departamento y lo metieron en el coche fúnebre, que trasladaron a la Catedral de San Esteban, donde aguardaba el cortejo fúnebre. En el lado norte, en una capilla conocida como capilla del Crucifijo, al aire libre (debido al avanzado estado de putrefacción del cadáver) y frente a la casa del enterrador, colocaron el ataúd sobre un catafalco y ahí recibió la «bendición de la casa». Después, el cortejo entró en la catedral por la puerta del Sacristán, y allí tuvo lugar la «bendición eclesiástica». Acabada la ceremonia, la procesión salió de nuevo al lado norte de la catedral, púlpito de Capistranus, donde el coche fúnebre aguardaba para trasladar el féretro al cementerio de San Marx. 
Los preparativos del funeral fueron llevados a cabo por el amigo y patrón de Mozart el barón Gottfried van Swieten. Aconsejada por sus asesores y debido a su precaria situación económica, Constanze aceptó un entierro de tercera categoría, con un coste de ocho florines con cincuenta y seis kreutzer (más un suplemento de tres florines para el coche fúnebre), lo usual para miembros de la burguesía media. Fue enterrado al anochecer, tras el traslado del féretro en un coche de caballos hasta el cementerio de St. Marx en Viena, en el que recibió sepultura en una tumba comunitaria simple (no en una fosa común). El tiempo que hacía aquella noche era suave y tranquilo, no tormentoso como se ha pensado erróneamente. El biógrafo Otto Jahn afirmó, en 1856, que al entierro asistieron Antonio Salieri, Franz Xaver Süssmayr, Gottfried van Swieten y otros dos músicos.
Al parecer, el día 10 de diciembre tuvo lugar una ceremonia en memoria de Mozart en la iglesia de San Miguel, sede de la Congregación de Santa Cecilia de los músicos de la corte, donde se interpretaron fragmentos del Requiem (concretamente, el Introitus y el Kyrie eleison).

## Período posterior
La escasa afluencia de público al entierro de Mozart no reflejó su categoría como compositor, ya que los funerales y conciertos en Viena y Praga contaban con mucha afluencia. Constanze se recuperó pronto de su duelo y con energía se centró en la tarea de asegurar financieramente a su familia (los Mozart tenían dos hijos pequeños y Wolfgang había muerto con considerables deudas). Apeló exitosamente al Emperador el 11 de diciembre de 1791, para que le otorgaran una pensión de viudez, ya que Mozart había servido al Emperador a tiempo parcial como compositor de cámara, y organizó una serie de conciertos con su música, además de publicar muchas de las obras de su marido. Estos esfuerzos surtieron efecto y por un tiempo Constanze se aseguró financieramente, llegando incluso a tener bastante dinero.
La tradición de la biografía de Mozart comenzó pronto después de la muerte del compositor. Friedrich Schlichtegroll escribió una de las primeras (basada en la información de Nannerl, hermana de Wolfgang), como hizo Franz Niemetschek (que trabajó con Constanze). Mucho después, en 1826, Constanze ayudó a su segundo marido, Georg Nikolaus von Nissen a elaborar una biografía más detallada.
La reputación musical de Mozart creció rápidamente después de su muerte; Solomon describe una «ola de entusiasmo sin precedentes» por su obra y muchos editores compitieron para publicar las ediciones completas de sus obras.

## Recuerdos de los presentes
Las personas que estuvieron presentes en el momento de la muerte de Mozart finalmente escribieron sus recuerdos del acontecimiento, bien por sí mismos o a través de entrevistas con otros. Las historias que cuentan no son completamente compatibles entre sí, quizás debido en parte a que algunos de ellos lo hicieron en la década de 1820, cuando los recuerdos de los testigos podrían haberse distorsionado.
Benedikt Schack, un amigo íntimo de Mozart para quien escribió el personaje de Tamino en La flauta mágica, dijo a un entrevistador que en el último día de la vida de Mozart, participó en un ensayo del Réquiem que estaba componiendo:

En la víspera misma de su muerte, Mozart tenía la partitura del Réquiem sobre su cama y él mismo (eran las dos de la tarde) cantó la parte destinada a alto; Schack, amigo de la familia, cantó la parte de soprano, como había hecho en anteriores ocasiones, Hofer, cuñado de Mozart, la parte del tenor, Gerl, que sería posteriormente bajo en el teatro de Mannheim, la del bajo. Estaban en los primeros compases de Lachrymosa cuando comenzó a llorar amargamente, dejó la partitura a un lado y, once horas después, a la 1 de la madrugada (del 5 de diciembre de 1791, como es conocido), abandonó la vida.

Parece difícil de conciliar esta historia con la descripción física de Mozart dada por otras fuentes; quizás Schack recordó mal el día. Niemetschek relata vagamente una historia similar pero no menciona el ensayo:

Un día antes de su muerte pidió que le llevaran la partitura al lado de su cama. "¿No dije antes que estaba escribiendo el Réquiem para mí mismo?". Después de decir esto, miró otra vez con lágrimas en sus ojos la obra completa.

La afirmación ampliamente repetida de que Mozart dictó en su lecho de muerte pasajes del Réquiem a su pupilo Franz Xaver Süssmayr (un incidente que proporciona un modelo para explicaciones ficticias posteriores) es fuertemente discutida por Solomon, quien afirma que la primera referencia a esta afirmación data de 1856. Sin embargo, Sophie Weber afirmó que recordaba que Mozart dio instrucciones a Süssmayr.
Una carta de 1840 del compositor Ignaz von Seyfried dice que en su última noche Mozart también estuvo mentalmente ocupado con su ópera La flauta mágica, que estaba siendo un continuo éxito desde su estreno el 30 de septiembre. Según se dice Mozart susurró lo siguiente a Constanze, mencionando a la hermana de esta Josepha Hofer, la soprano de coloratura que interpretó el papel de la Reina de la Noche el día del estreno de la ópera:

¡Tranquila, tranquila! Hofer está solamente haciendo su fa agudo; — ahora mi cuñada está cantando su segunda aria, Der Hölle Rache; cómo ataca y mantiene el si ♭: "Hört! hört! hört! der Mutter Schwur".

Mozart había escuchado la ópera varias veces y se ha sabido que en la época su cuñada estaba cantando.
Los recuerdos citados anteriormente, que pudieron ser idealizados, son comúnmente repetidos en discusiones sobre los últimos días de Mozart. Solomon afirma que los biógrafos a menudo excluían los recuerdos más crueles. Por ejemplo, relata la otra memoria de Constanze así:

Constanze Mozart le dijo a Nissen que justo antes del final de Mozart le preguntó qué había dicho el doctor Closset. Cuando ella respondió con una mentira piadosa, él dijo: «No es verdad», y estuvo muy apenado: «Moriré, ahora que estoy en condiciones de cuidar de ti y de los niños. Ah, ahora os dejaré desvalidos». Y cuando dijo estas palabras, «de repente vomitó (saliendo de él como un líquido marrón) y ya estaba muerto».

El hijo mayor de Wolfgang, Karl que entonces tenía siete años, estuvo presente y escribió más tarde:

En mi opinión es particularmente destacable el hecho de que unos pocos días antes de morir, su cuerpo entero estaba tan hinchado que era incapaz de hacer el más mínimo movimiento, además, había un hedor, que reflejaba el estado interno de descomposición en el que se encontraba y aumentó tanto que después de su muerte la autopsia fue imposible.

## Diagnósticos póstumos e hipótesis sobre su muerte

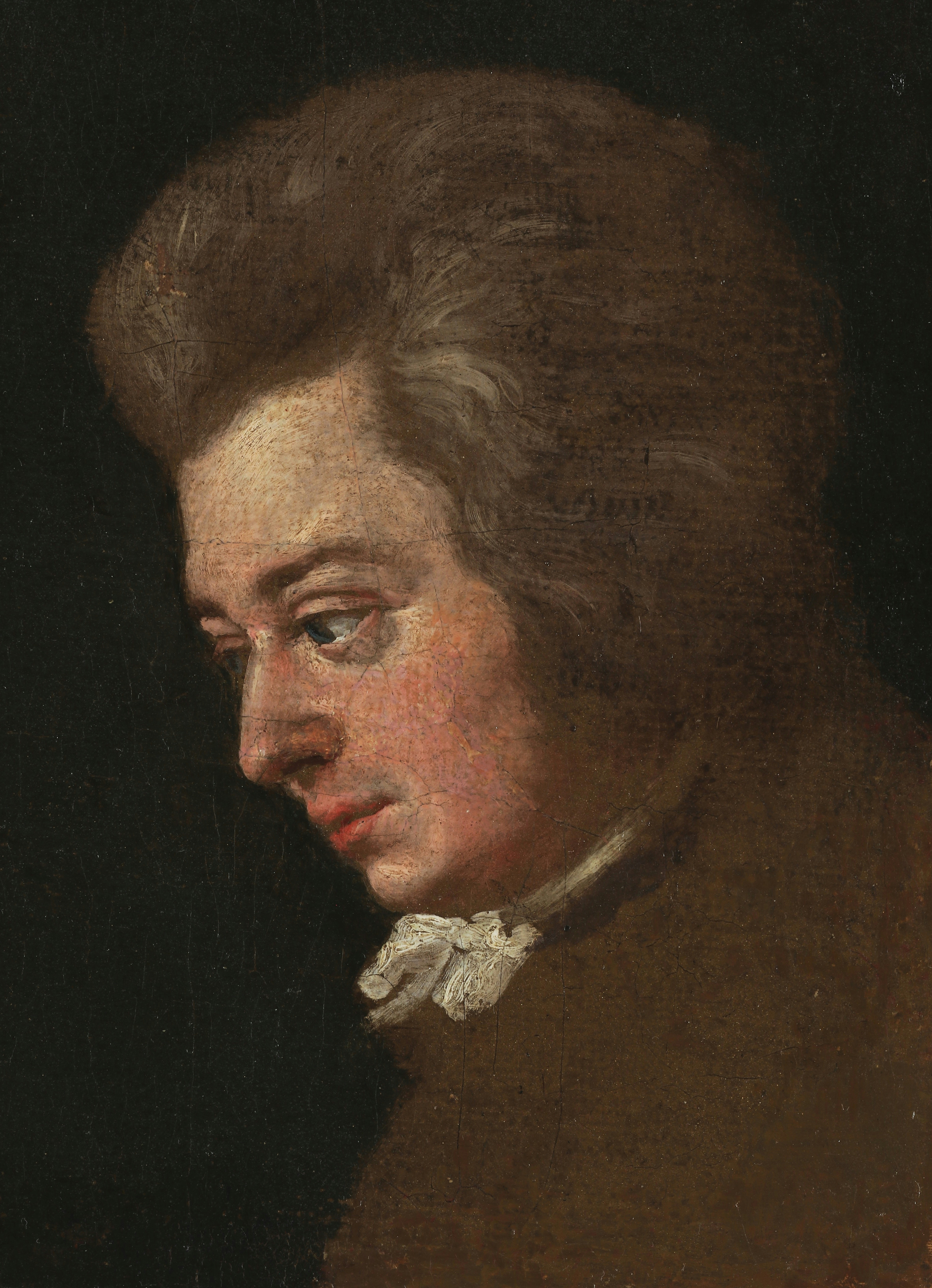
Detalle del retrato inacabado de Mozart al piano, obra de su cuñado Joseph Lange, realizado en 1781-82.

La inesperada y misteriosa muerte de Mozart ha suscitado gran interés desde el principio. El hecho de que la medicina se encontrase en un estado primitivo en la época de Mozart hizo imposible determinar a ciencia cierta qué había originado la muerte del compositor. En el acta de defunción oficial constaba que el compositor austríaco había fallecido a causa de una «hitziges Frieselfieber» («fiebre miliar aguda», refiriéndose a una erupción cutánea parecida a semillas de mijo), una descripción que no basta para identificar la causa en la medicina moderna y que es demasiado amplia e inexacta, ya que no se llevó a cabo la autopsia debido al avanzado estado de descomposición en que se encontraba el cadáver.
Algunos autores afirman que la muerte de Mozart fue debida a la mala praxis del doctor Closset. Sophie Weber, en sus declaraciones de 1825 a Nissen, lo implica, aunque ella no lo afirme tan directamente. Borowitz lo resumió:

Cuando Mozart parecía hundirse, mandaron llamar a uno de los doctores del teatro, Thomas Franz Closset. Sin embargo, según la declaración de Sophie, aquel amante del drama «tuvo que esperar hasta que la actuación hubiera terminado». Cuando llegó, ordenó que le pusieran a Mozart compresas frías en su frente febril, pero esto «provocó tal shock en él que nunca más recobró la consciencia».

En la actualidad, hay un supuesto cráneo de Mozart al que se le han hecho diversas pruebas de ADN, comparándolo con los de sus supuestas sobrina y abuela materna, para poder así confirmar la autenticidad del mismo, pero no sólo encontraron que el ADN del primero no coincidía con los de sus dos familiares, sino que los de ellas entre sí tampoco concordaban.
La incertidumbre con respecto a su muerte ha dado lugar a numerosas investigaciones e hipótesis, de las cuales son las más importantes las siguientes. 

### Bronconeumonía
Una de las hipótesis más recientes y más aceptadas por los investigadores para explicar la muerte del compositor fue formulada por el doctor Peter J. Davies del Hospital St. Vincent de Melbourne (Australia), quien afirma que Mozart murió de una infección estreptocócica contraída al parecer mientras asistía a una reunión de su logia masónica en Viena el 18 de noviembre de 1791, durante una epidemia, que causó una exacerbación del síndrome de Schönlein-Henoch (que ya había padecido en otras ocasiones) y de la insuficiencia renal (cuyos síntomas son fiebre, poliartritis, hinchazón especialmente en las extremidades, malestar y vómitos), provocándose retenciones de líquido que hicieron que el cuerpo se hinchase. El síndrome de Schönlein-Henoch le provocó hipertensión, lo cual generó una hemorragia intracerebral. Este derrame dio lugar a una parálisis de un lado del cuerpo (hemiplejía). Posteriormente apareció una bronconeumonía, la cual se manifiesta cuando el enfermo está moribundo, que fue la causa directa de su muerte. Además, pudieron practicársele una o varias flebotomías, que probablemente empeorasen su insuficiencia renal. Esta hipótesis podría explicar, entre otras cosas, los desmayos que sufrió Mozart mientras componía el Réquiem y las depresiones que padeció durante sus últimos meses (así como su obsesión con la idea de que su muerte estaba próxima), ambos síntomas producidos por la insuficiencia renal crónica o uremia.

### Fiebre reumática aguda
Otra de las hipótesis que se barajaron, propuesta por el doctor Carl Bär, fue que la causa de su fallecimiento era una fiebre reumática aguda (Reumathic fieber), ya que es conocido el hecho de que tuvo tres o incluso cuatro ataques de dicha fiebre en su niñez y esta enfermedad tiene tendencia a repetirse, con consecuencias cada vez más serias, como la incipiente infección y el daño a las válvulas del corazón. Sin embargo, investigadores posteriores la han rechazado alegando que tanto los síntomas neurológicos de su última enfermedad como el exantema (erupción cutánea) que padeció no son comunes en una enfermedad de este tipo.

### Triquinosis
La hipótesis propuesta por el doctor Jan Hirschmann explica que Mozart habría fallecido de triquinosis, enfermedad corriente en la Viena de la época, por consumo de carne de cerdo infestada. Para formularla, Hirschmann se basó en datos de una de las últimas cartas de Mozart, en las que el compositor le comentaba a su esposa que solía cenar Karbonaderln de cerdo después de un concierto. Esta hipótesis explicaría la excelente forma en que se encontraba el compositor austríaco en otoño de 1791 (dos meses antes de su muerte) así como lo repentino de su enfermedad y su fallecimiento.

### Envenenamiento

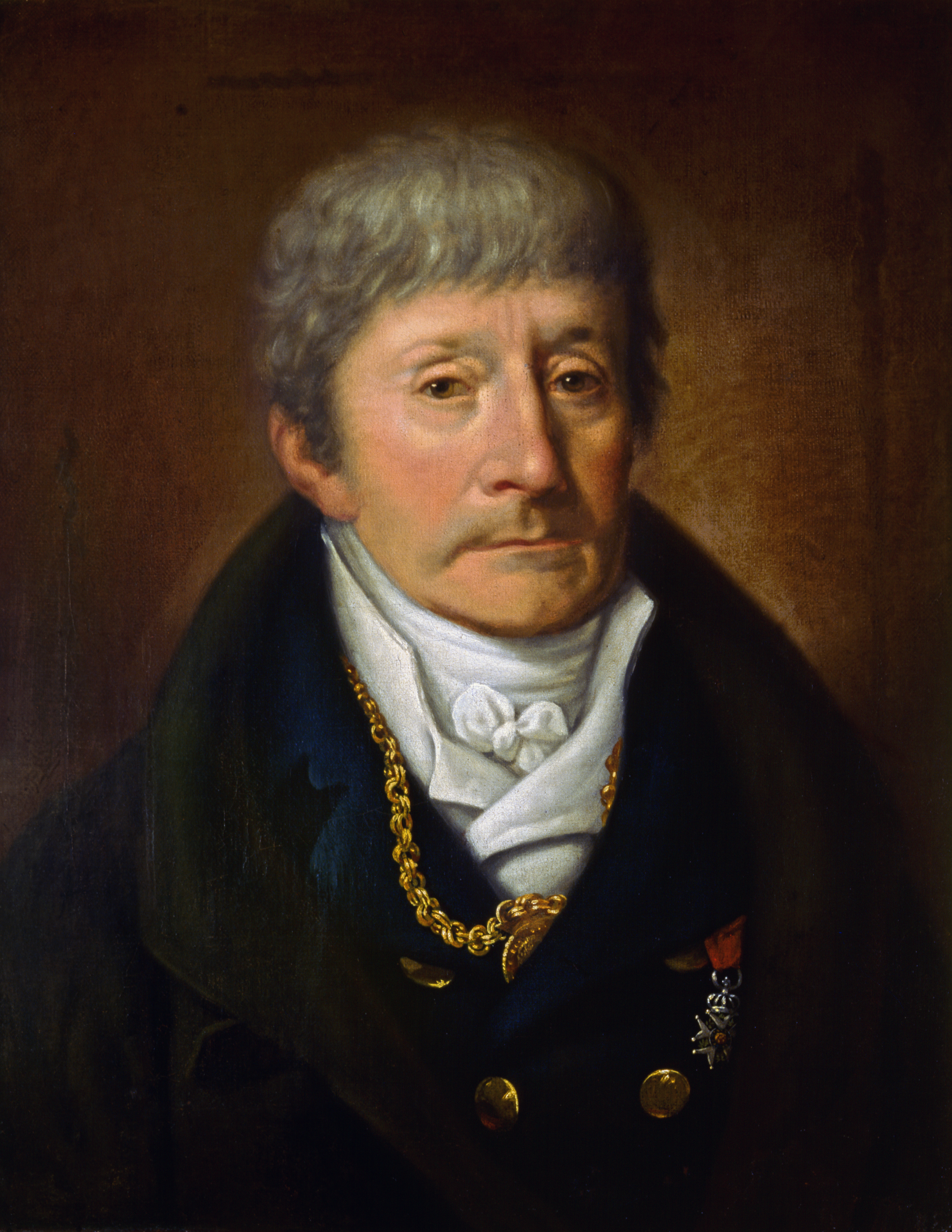
Inmediatamente después de la muerte de Mozart se extendió la sensacionalista hipótesis de que había sido envenenado, pero esta hipótesis está completamente descartada en la actualidad. Incluso se afirmaba que el autor podría haber sido Antonio Salieri, cuya rivalidad con el compositor de Salzburgo era más que conocida.

La sensacionalista hipótesis que se extendió inmediatamente tras la muerte de Mozart fue la del envenenamiento, la cual está totalmente descartada en la actualidad. En sus últimos días, el compositor confesó a Constanze que estaba seguro de que lo habían envenenado (con agua Tofana). Además, tras la muerte del compositor, se sospechó que Mozart podía haber sido asesinado por Antonio Salieri, cuya rivalidad con el compositor de Salzburgo era más que conocida. A pesar de negar las acusaciones, Salieri fue enormemente afectado por ellas, lo que contribuyó a que padeciera crisis nerviosas el resto de su vida. También se pensó que pudo ser envenenado por alguno de sus compañeros de la logia masónica a la que Mozart pertenecía, por haber revelado algunos secretos de la masonería en su ópera La flauta mágica (sin embargo, resulta incoherente que no asesinaran también a Emanuel Schikaneder, autor del libreto de la ópera, que tenía tanta culpa como Mozart de haber revelado secretos masónicos). Asimismo, el hijo primogénito de Mozart, Karl, llegó a afirmar esto, alegando que el cadáver no estaba rígido sino flácido, y que podía ser el motivo de lo repentino de su enfermedad y del hecho de que el cuerpo hubiese iniciado el proceso de descomposición tan rápido (de hecho, Mozart tuvo que ser enterrado al día siguiente de su muerte, y el funeral se celebró en plena calle, debido al avanzado estado de descomposición en que se encontraba el cadáver). 
Esto sirvió de inspiración para un poema del poeta ruso Aleksandr Pushkin, en el que se inspiró el compositor Nikolái Rimski-Kórsakov para hacer una ópera de nombre Mozart y Salieri; y posteriormente por el escritor británico Peter Shaffer para escribir la obra de teatro Amadeus, llevada a la gran pantalla en 1984 con éxito de público y crítica por el director Miloš Forman en la película homónima que recibió 8 premios Óscar. No obstante, esta conocida obra, aunque inspirada en Mozart, es de ficción y no pretende ser una biografía exacta del músico de Salzburgo. En ella la imagen de Mozart (interpretado por Tom Hulce) aparece exagerada y deformada, poniéndolo, por ejemplo, como un orgulloso bufón de risa bobalicona siempre dominado por su padre, tópicos que no se corresponden con la realidad, además de un perverso y maquiavélico Salieri (interpretado por el actor estadounidense F. Murray Abraham), de discutible historicidad.
Una hipótesis reciente sugiere que Mozart murió como consecuencia de su hipocondría y su predilección a la toma de medicinas que contenían antimonio. En sus días finales le administraron antimonio para aliviar la fiebre que claramente sufría. Si esta hipótesis fuera correcta, se podría decir que murió envenenado por casualidad con antimonio.

### Insuficiencia renal
El último estudio publicado acerca del fallecimiento del compositor, realizado desde una perspectiva epidemiológica, concluye que la insuficiencia renal debida a una glomerulonefritis estreptocócica fuera la causa más probable de la muerte de Mozart:

El diario oficial de registro de muertes en la Viena de Mozart fue evaluado para proporcionar un marco epidemiológico en el que las observaciones de los testigos de la época pueden ser integradas. Todas las muertes registradas en Viena durante el mes de noviembre y diciembre de 1791 y enero de 1792 se analizaron, junto con los correspondientes periodos de 1790 a 1791 y 1792 a 1793. La muerte de 5011 adultos (3442 hombres, 1569 mujeres) se registró en estos periodos. La media de edad de los fallecidos fue los 45,5 años (DE, 18,5) para los hombres y 54,5 años (DE, 19,9) para las mujeres. La tuberculosis y las condiciones asociadas representaron el mayor número de muertes; caquexia y desnutrición en segundo lugar, y el edema fue la tercera causa más común. Según relatos de testigos oculares, el sello distintivo de la enfermedad final de Mozart fue el grave edema. Las muertes por edema aumentaron notablemente entre los hombres jóvenes en las semanas que rodean la muerte de Mozart en comparación con el anterior y los años siguientes. Esta epidemia menor pudo tener su origen en el Hospital Militar. Nuestro análisis es coherente con que la última enfermedad y la muerte de Mozart se deba a una infección por estreptococos y a un síndrome nefrítico agudo causado por una glomerulonefritis estreptocócica. La escarlatina, lo que representa la misma enfermedad subyacente de una perspectiva etiológica, es una posibilidad menos probable.
Richard H.C. Zegers, MD, PhD; Andreas Weigl, PhD; and Andrew Steptoe, DSc, The Death of Wolfgang Amadeus Mozart: An Epidemiologic Perspective; Annals of Internal Medicine 18 de agosto de 2009; volumen 151 Issue 4; pp. 274-278